# المجموعة الفردانية O
المجموعة الفردانية O، أو O-M175 أو السُّلالة O، هي مجموعة فردانيَّة بشريَّة ذكوريَّة. وتتواجد في المقام الأول بين السكان في جنوب شرق آسيا وشرق آسيا مثل الصين والمناطق المُجاورة لها. كما أنها توجد في نسب مختلفة من سكان الشرق الأقصى الروسي وجنوب آسيا وآسيا الوسطى والقوقاز وشبه جزيرة القرم وأوكرانيا وإيران وأوقيانوسيا ومدغشقر وجزر القمر. تُعتبر السُّلالة O هي السليل الأساسي للمجموعة الفردانية NO1.

## التوزيع
تُعتبر السُّلالة O شائعة جدًا بين الذكور من شرق وجنوب شرق آسيا. ولها فرعان أساسيان، هُما O1 (O-F265) و O2 (O-M122). حيث تم العثور على O1 بترددات عالية بين الذكور الأصليين في جنوب شرق آسيا وتايوان والأرخبيل الياباني وشبه الجزيرة الكورية ومدغشقر وبعض السكان في جنوب الصين والمتحدثين باللغة الأستروآسيوية في الهند. بينما تم العثور على O2 بمستويات عالية بين سكان الهان الصينيين، وسكان التبت-بورمان (بما في ذلك العديد من سكان يونان، والتبت، وبورما، وشمال شرق الهند، ونيبال)، والمانشو، والمغول (خاصة أولئك من الأصول الصينيَّة)، والكوريين، والفيتناميين، والفلبينيين، واليابانيين، والتايلانديين، والبولينيزيين، وشعب مياو، وهمونغ، وقبيلة نيمان من الكازاخستانيين في كازاخستان. وكذلك الكازاخستانيون في جنوب شرق جمهورية ألتاي، والكازاخ في منطقة إيلي في شينجيانغ.
تم العثور على السُّلالة O بين الأمريكيين من أصلٍ آسيوي وبشكلٍ الأغلبيَّة، حيث تبلغ نسبة السُّلالة بينهم 88.7% من الأمريكيين الآسيويين. وكذلك نسبة 1.6% لدى الأمريكيين من أصل اسباني، والأمريكيين البيض 0.5%، و0.3% لدى الأمريكيين من أصل أفريقي. دراسة أخرى تعطي 0.5٪ أمريكي من أصل أفريقي.
تتواجد السُّلالة O بين الرُّوس في الصين بنسبة 58%، بينما يشكل 47% منهم من السُّلالة O3-M122 المُتفرعة. وفي اختبار آخر، شكلت المجموعة الفردانية Y الأبوية من شرق آسيا 58% من عينات الذكور الروس في الصين.
كما تم العثور على السُّلالة O بنسبة تتراوح بين 1% إلى 1.2% بين الفُرس في عينة واحدة.

## أنظر أيضا
- المجموعة الفردانية NO1
- المجموعة الفردانية K2a

## روابط خارجية
- أنماط هجرة البشر الأوائل في حجمها الكبير و خريطة
- مشروع الجينوم الصيني في شركة شركة فاميلي تري